# Grigorij Mielniczanski
Grigorij Natanowicz Mielniczanski (ros. Григорий Натанович Мельничанский, ur. 6 czerwca 1886 w Bobryńcu, zm. 26 października 1937 w Moskwie) – rewolucjonista Imperium Rosyjskiego, radziecki działacz związkowy i partyjny.

## Życiorys
Urodzony w rodzinie żydowskiego przedsiębiorcy, 1902 wstąpił do SDPRR, bolszewik, prowadził działalność partyjną w Jelizawetgradzie, Mikołajowie i Odessie, 1904 aresztowany, zbiegł. Później kilka razy aresztowany i zsyłany, za każdym razem udało mu się uciec, 1910 wyemigrował do USA, gdzie wstąpił do Amerykańskiej Partii Socjalistycznej. W 1917 wraz z Trockim wyjechał z USA, został aresztowany w W. Brytanii, w maju 1917 zwolniony, wrócił do Rosji i w listopadzie 1917 był członkiem Moskiewskiego Komitetu Wojskowo-Rewolucyjnego, po czym został sekretarzem Moskiewskiej Gubernialnej Rady Związków Zawodowych. Od 1918 sekretarz Wszechzwiązkowej Centralnej Rady Związków Zawodowych i członek Prezydium tej rady, przewodniczący Moskiewskiej Gubernialnej Rady Związków Zawodowych, 1918-1920 członek Rady Obrony Robotniczo-Chłopskiej/Rady Pracy i Obrony RFSRR. Od 1921 ponownie członek Prezydium Wszechzwiązkowej Centralnej Rady Związków Zawodowych, jednocześnie członek Prezydium Profinternu, 1924-1926 kierownik Wydziału Organizacyjnego Wszechzwiązkowej Centralnej Rady Związków Zawodowych. Od 31 grudnia 1925 do 26 czerwca 1930 zastępca członka KC WKP(b), 1926-1929 przewodniczący KC Związku Włókniarzy, 1929-1931 przewodniczący Wszechzwiązkowego Zjednoczenia Tekstylnego i członek Prezydium Najwyższej Rady Gospodarki Narodowej ZSRR, potem członek Prezydium Państwowej Komisji Planowania przy Radzie Komisarzy Ludowych ZSRR. Następnie do 1934 członek Kolegium Ludowego Komisariatu Inspekcji Robotniczo-Chłopskiej ZSRR, 1934-1936 przewodniczący Komitetu ds. Wynalazczości przy STO ZSRR.
W okresie wielkiej czystki 20 czerwca 1937 aresztowany przez NKWD, 26 października 1937 skazany na śmierć przez Kolegium Wojskowe Sądu Najwyższego ZSRR z zarzutu udziału w kontrrewolucyjnej organizacji. Rozstrzelany tego samego dnia. Ciało skremowano w krematorium na Cmentarzu Dońskim, prochy pochowano anonimowo.
3 listopada 1959 zrehabilitowany postanowieniem Kolegium Wojskowego SN ZSRR.